# 장한가

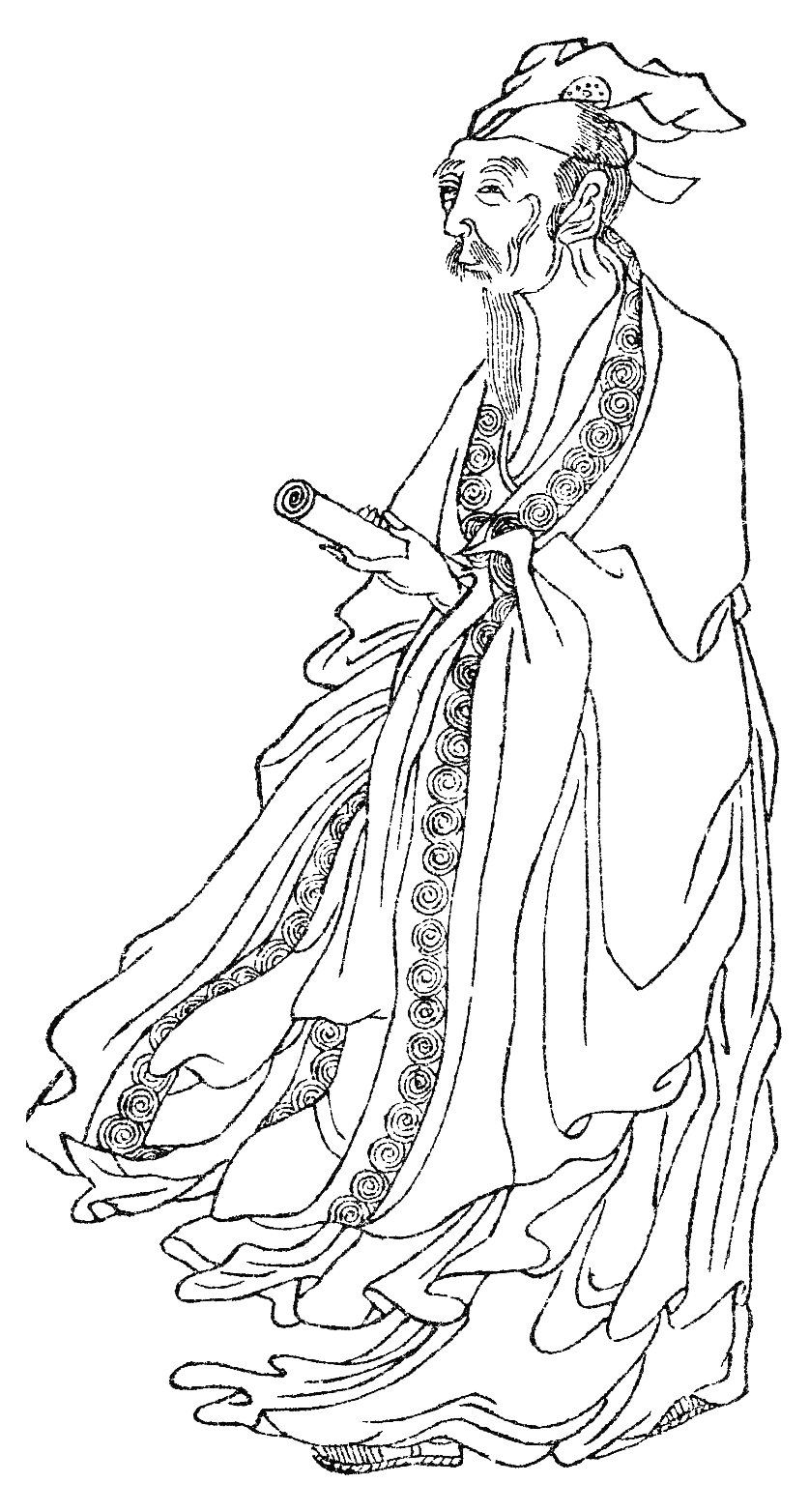
백거이

장한가(長恨歌)는 당나라 때 백거이가 지은 장편 서사시이다. 당 헌종 원화 원년인 806년에 지어졌다. 당나라 현종과 그의 비 양귀비와의 사랑을 읊은 노래이다.

## 배경
당 현종(712-756)이 죽은 지 50년이 지나 백거이 나이 35세에 친구 왕질부(王質夫)와 진홍(陳鴻)이 그를 찾아와 선유산에 놀러 갔다. 거기서 당 현종 이융기와 양귀비와의 로맨스가 화제에 올랐다. 왕질부의 제의로 백거이는 시인의 상상력을 발휘해서 시로 진홍은 산문으로 그들의 사랑 이야기를 신화적인 내용으로 애절하게 썼다.

## 시의 내용
장한가는 세 부분으로 이루어져 있는데, 첫 부분은 양귀비가 총애를 받고, 안록산의 난이 일어나 양귀비가 죽는 장면, 둘째 부분은 양귀비를 잃고 난 후의 현종의 쓸쓸한 생활, 셋째 부분은 죽어서 선녀가 된 양귀비와 만나보는 장면으로 되어 있다.
특히, 마지막 구절은 작가적인 상상력을 최대한 드러내 애절함을 고조시킨다.
| “ | 在天願作比翼鳥 하늘에선 날개를 짝지어 날아가는 비익조가 되게 해주소서 在地願爲連理枝 땅에선 두 뿌리 한 나무로 엉긴 연리지가 되자고 언약했지요 | ” |

## 되살아 나는 전설
장안(長安) 화청지는 당 현종이 양귀비에게 지어주었고, 온갖 희로애락을 누렸던 여산온천이 있는 역사의 현장이다. 이곳에서 장한가 공연이 매일 있다. 이 공연은 2007년 정비되어 2008년부터 본격적인 선을 보이고, 있다. 화청지의 장한가 공연은 여산 전체를 무대로 사용하여 벌이는 엄청난 스케일의 서양식 기획과 중국식 오페라극 공연으로, 압도적인 사랑을 받고 있다.

## 같이 보기
- 화청지
- 양귀비, 당 현종
- 안록산의 난
- 비익조, 연리지